# Marina Grey
Marina Antonowna Denikina, bekannt unter ihrem Pseudonym Marina Grey (geb. 20. Februar 1919 in Jekaterinodar, Russland; gest. 16. November 2005 Versailles, Frankreich), war eine französische Schriftstellerin und Journalistin. Sie war die Tochter des russischen weißen Generals Anton Denikin und schrieb mehrere Bücher über ihren Vater und den russischen Bürgerkrieg. General Denikin führte die Truppen der Weißen Armee während des Bürgerkriegs an.

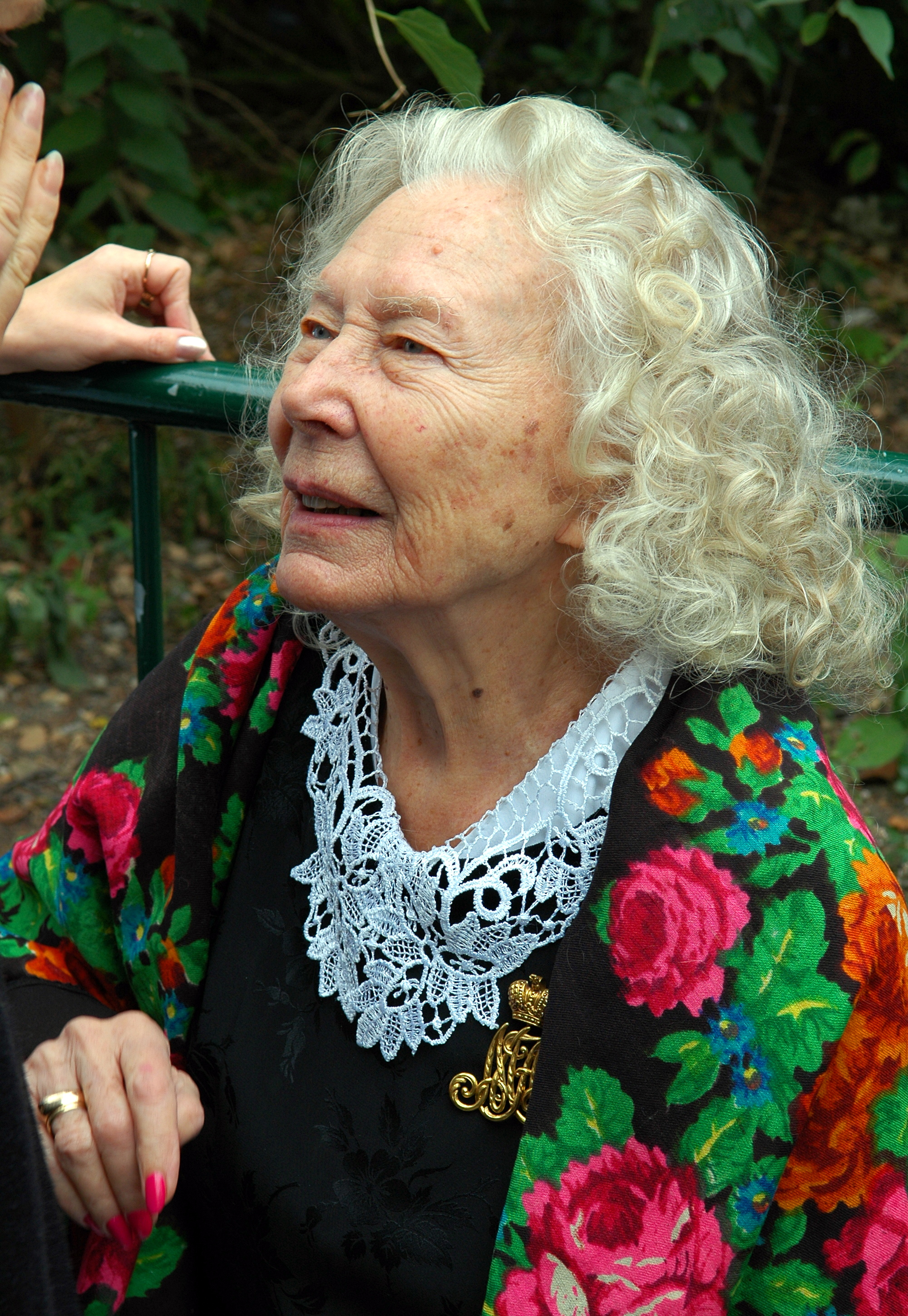
Marina Denikina in der Alexander-Newski-Kathedrale in Paris während der Überführung der Asche ihres Vaters aus den USA nach Russland

## Leben
Sie wurde 1919 in Jekaterinodar (heute Krasnodar) inmitten des Bürgerkriegs geboren und lebt ab 1920 im Exil, ab 1926 in Frankreich, wo sie unter dem Namen Marina Grey als Journalistin für das französische Radio und Fernsehen arbeitete.
Denikina war mit dem französischen Historiker Jean-François Chiappe verheiratet.
Denikina traf den russischen Präsidenten Wladimir Putin während dessen Besuchs in Frankreich. Sie beantragte, dass der Leichnam ihres Vaters, des Generals Denikin, in Russland auf dem Friedhof des Donskoi-Klosters in Moskau beigesetzt wird, was im Oktober 2005 geschah. General Denikin war 1947 in den Vereinigten Staaten gestorben und wurde ursprünglich in New Jersey beigesetzt.
Anfang des Jahres 2005 hatte sie selbst ihre russische Staatsbürgerschaft wiedererlangt.

## Publikationen
- (mit Jean Bourdier) Les armées blanches. L'odyssée blanche 1917–1920; Kornilov; Les cosaques; Denikine et Koltchak; Tchèques et Français; Massacres en Sibérie; Wrangel. Stock, collection "Témoins de notre Temps", Paris 1968
- Le Général meurt à minuit
- Mon père le général Dénikine. Paris Librairie Académique Perrin 1985
- Enquête sur Louis XVII
- Le Baron de Batz
- Hébert : le père Duchesne, agent royaliste, prix Eugène-Colas de l’Académie française en 1984
- Qui a tué Raspoutine ?
- La Saga de l’exil
- Les Aventures du ciel
- Sophia, 1979, prix Alfred-Née de l’Académie française en 1980
- Enquête sur le massacre des Romanov, Paris, Perrin, 1987, 1re édition
- Enquête sur le massacre des Romanov, Paris, Perrin, 1994, 2e édition.
- Paul Ier – Le tsar bâtard 1754–1801, Perrin, Paris 1998, ISBN 978-2-262-01462-9
- Mimizan-sur-Guerre, Le Journal de ma mère sous l'Occupation, Éditions Stock, Paris 1976 ISBN 2-234-00498-5